# Karol Kozieł

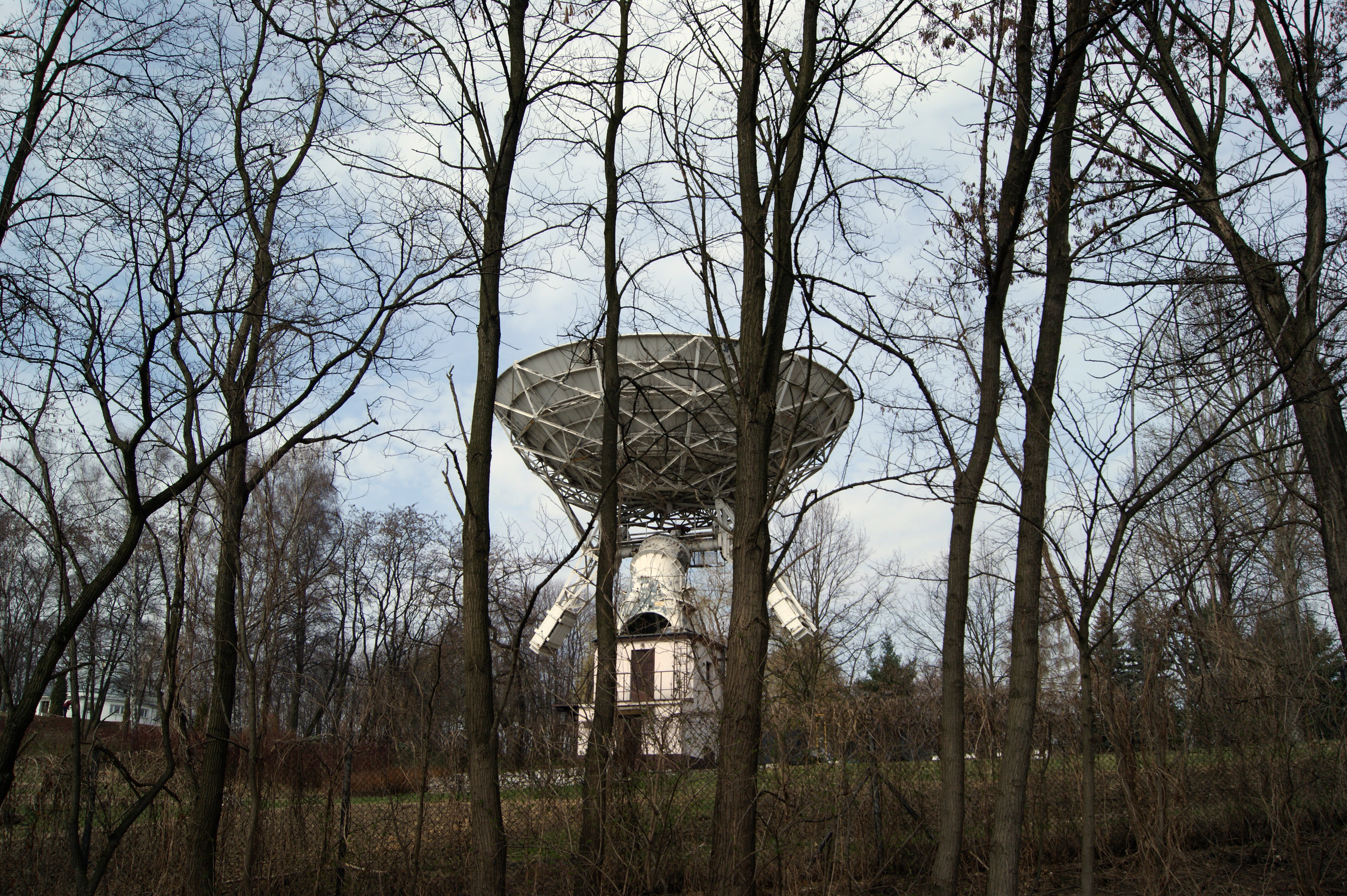
15-metrowy radioteleskop w Forcie Skała, którego budowę nadzorował prof. Kozieł

Karol Kozieł (ur. 28 kwietnia 1910 w Trzyńcu, zm. 3 czerwca 1996 w Cieszynie) – polski astronom, profesor doktor habilitowany, specjalizujący się w zakresie mechaniki nieba.

## Życiorys
Po ukończeniu gimnazjum w Cieszynie odbył studia matematyczne i astronomiczne na Uniwersytecie Jagiellońskim w Krakowie w latach 1928–1932. Początkowo został zatrudniony w Obserwatorium Astronomicznym Uniwersytetu Jagiellońskiego, jednak w 1933 roku podjął pracę nauczyciela gimnazjalnego w Cieszynie, a w latach 1938–1939 oraz 1946–1950 pracował jako wykładowca Wyższej Szkoły Gospodarstwa Wiejskiego w Cieszynie.
Równocześnie pracował na UJ pod kierunkiem Tadeusza Banachiewicza uzyskując stopień doktorski 29 sierpnia 1939 roku. Na odebranie dyplomu czekał 6 lat. W czasie wojny nadal pracował w Obserwatorium.
Po przedstawieniu rozprawy habilitacyjnej o libracji Księżyca (w 1945 roku) został zatrudniony w 1950 roku na stanowisku docenta. W roku 1954 uzyskał tytuł profesora nadzwyczajnego, a w 1961 roku tytuł profesora zwyczajnego. Należał do PZPR.
W latach 1955–1958 był kierownikiem Katedry Astronomii UJ, a po utworzeniu Obserwatorium Astronomicznego – kierownikiem Katedry Astronomii Teoretycznej i Geofizyki Astronomicznej (w latach 1958–1974). W latach 1970–1974 był również dyrektorem Obserwatorium Astronomicznego UJ. W latach 1959–1962 piastował funkcję prorektora Uniwersytetu Jagiellońskiego ds. dydaktycznych, a w kolejnych 3 latach – stanowisko prorektora ds. nauki.
W latach 1958–1964 był prezydentem Komisji 17 „Ruchu i Figury Księżyca” Międzynarodowej Unii Astronomicznej, a następnie w latach 1964–1967 – wiceprezydentem nowo utworzonej Komisji Księżyca. W ramach pracy w tej komisji aktywnie uczestniczył w działalności Komitetu Nomenklatury Księżycowej Międzynarodowej Unii Astronomicznej, znacząco przyczyniając się do nazwania jednego z księżycowych kraterów nazwiskiem Skłodowska.
Był promotorem 8 prac doktorskich. Poza pracą na UJ prowadził również zajęcia dla studentów krakowskiej Wyższej Szkoły Pedagogicznej. W 1975 roku przeszedł na emeryturę.
Po śmierci został pochowany na cmentarzu ewangelickim w Wiśle w dniu 7 czerwca 1996 roku.

## Zainteresowania naukowe
W latach 30. Kozieł zajmował się wyznaczaniem orbit ciał niebieskich, w czasie wojny pracował nad zagadnieniami teoretycznymi, jednocześnie prowadził obserwacje zakryć gwiazd przez Księżyc, obserwacje układów gwiazd zaćmieniowych, po wojnie zajmował się – poza libracją Księżyca – również radioastronomią i klimatologią. Nadzorował m.in. zakończoną w 1970 roku, budowę 15-metrowego radioteleskopu.

## Odznaczenia i nagrody
- Krzyż Oficerski Orderu Odrodzenia Polski
- Medal Komisji Edukacji Narodowej
- odznaka Zasłużony Nauczyciel PRL

Nagroda I stopnia Ministra Oświaty i Szkolnictwa Wyższego (1965)

## Życie prywatne
Karol Kozieł był synem Andrzeja i Amalii z domu Tyrlik. Ożenił się w 1947 roku z Eunice Lilią Unicką, z którą miał dwie córki: Zofię i Krystynę.